# Drouwenerveen
Drouwenerveen (52° 58′ N, 6° 51′ L) é uma cidade dos Países Baixos, na província de Drente. Drouwenerveen pertence ao município de Borger-Odoorn, e está situada a 20 km, a leste de Assen.
A área de Drouwenerveen, que também inclui as partes periféricas da cidade, bem como a zona rural circundante, tem uma população estimada em 260 habitantes.